# Curt Keller

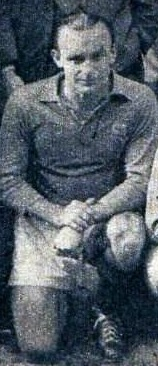
Curt Keller

Curt Keller (* 28. April 1918 in Straßburg; † 23. März 1992) war ein französischer Fußballspieler, der 1934 mit 15 Jahren zu seinem Profidebüt kam und bis 1951 für verschiedene Erst- und Zweitligisten Frankreichs auf dem Platz stand. Er bestritt ein Länderspiel in der französischen Nationalelf.

## Karriere

### Erste Profijahre in Straßburg und Sochaux (1934–1939)
Keller stammte aus Straßburg im Elsass, welches 1918 wenige Monate nach seiner Geburt nach einer zeitweiligen Zugehörigkeit zum Deutschen Kaiserreich wieder Teil des französischen Staatsgebietes wurde. Seit 1925 spielte er für die Jugendmannschaften des lokalen Fußballvereins Racing Straßburg, der 1932 zwar nicht an der Gründung der landesweiten ersten Liga Division 1 beteiligt war, ein Jahr darauf jedoch zu den Gründungsmitgliedern von Frankreichs zweithöchster Spielklasse Division 2 zählte. Beide Ligen unterstanden Profibedingungen. Zum Kader für die Spielzeit 1933/34 gehörten zunächst seine Brüder, der spätere achtfache Nationalspieler Fritz Keller und Albert Keller, der sich im Profifußball nicht dauerhaft etablieren konnte. Curt Keller war damals erst 15 Jahre alt, rückte im Saisonverlauf aber dennoch in den Kreis der Mannschaft auf. Am 14. Januar 1934 wurde der bevorzugt als Rechtsaußen eingesetzte Jugendliche bei einem 2:1-Sieg gegen den FC Metz aufgeboten und erreichte damit im Alter von lediglich 15 Jahren, acht Monaten und 17 Tagen sein Profidebüt. Zu einer Zeit, in der Ein- und Auswechslungen noch nicht möglich waren, erhielt Keller daran anschließend die Chance auf weitere Einsätze und erzielte in insgesamt acht Partien vier Treffer. Straßburg erreichte die Aufstiegsrelegation zur ersten Liga, in welcher der Nachwuchsspieler in allen vier Spielen zum Einsatz kam und ein Tor beisteuerte. Letztlich qualifizierte sich die Mannschaft für die höchste Spielklasse.
In der Saison 1934/35 wurde der inzwischen 16-Jährige weiterhin gelegentlich aufgeboten, wobei er in neun Partien achtmal das gegnerische Tor traf. Die Mannschaft erlebte ein sehr erfolgreiches Premierenjahr in der ersten Liga und wurde nach einem Zweikampf mit dem FC Sochaux um den Titel am Ende Vizemeister. In der darauffolgenden Spielzeit avancierte Curt Keller zum Stammspieler und belegte mit Straßburg letztlich den dritten Rang. Im Jahr darauf schafften die Elsässer den Einzug ins französische Pokalendspiel 1937. Gegner im Titelkampf war erneut der FC Sochaux, zu welchem der Rechtsaußen nach der Saison wechseln würde. Im Endspiel wurde er allerdings nicht aufgeboten; es endete mit 2:1 zugunsten von Sochaux.
Die Spielzeit 1937/38 bestritt der mit 19 Jahren immer noch sehr junge Spieler im Trikot von Sochaux. Er war Stammkraft in einer Mannschaft, die als Titelverteidiger im Pokal zwar früh ausschied, sich in der Liga hingegen an die Spitze setzte und 1938 mit zwei Punkten Vorsprung auf Olympique Marseille französischer Meister wurde. In der nachfolgenden Saison büßte er nicht nur seinen Stammplatz ein, sondern blieb auch mit der Mannschaft von einer möglichen Wiederholung des Erfolgs deutlich entfernt. 1939 führte der Beginn des Zweiten Weltkriegs zu einer Einstellung des regulären Spielbetriebs.

### Kriegs- und erste Nachkriegsjahre in Toulouse (1940–1947)
Während der Kriegsjahre wurde ein inoffizieller Spielbetrieb aufrechterhalten, wobei Keller ab 1940 für den südfranzösischen Klub FC Toulouse zum Einsatz kam. In der auf Südfrankreich begrenzten Gruppe der Meisterschaft zählte Toulouse zu den stärksten Mannschaften und wurde 1943 unter Mitwirkung Kellers Meister dieser Gruppe. Für die Dauer der Spielzeit 1943/44 gab es zwar wieder einen landesweiten Wettbewerb, allerdings waren Vereinsmannschaften verboten und wurden durch so bezeichnete Équipes fédérales ersetzt. Ab 1944 spielte er wieder für den FC Toulouse, mit dem er in der Saison 1945/46 die Wiedereinführung des regulären Spielbetriebs nach Kriegsende erlebte.
Keller war in den Nachkriegsjahren eine zentrale Person in der Offensive des FC Toulouse und leistete mit 23 Treffern in der Spielzeit 1945/46 seinen Beitrag zum Aufstieg von der zweiten in die erste Liga. In der darauffolgenden Saison trug er mit 21 Toren zur Sicherung des Klassenerhalts bei und belegte damit Rang acht in der Torschützenliste der Liga.

### Letzte Profijahre in Lyon, Straßburg und Béziers (1947–1951)
1947 verließ er die höchste Spielklasse wieder, um ein Angebot des Zweitligisten Lyon OU anzunehmen. Von einem möglichen Aufstieg blieb er mit der Mannschaft anschließend deutlich entfernt. Im Herbst 1948 kam es zu seiner Rückkehr zu Racing Straßburg, womit er auch wieder erstklassig spielte. Wenngleich er im weiteren Verlauf der Saison 1948/49 sieben Tore schoss, konnte er die Mannschaft aus seiner Heimatstadt nicht vor dem sportlichen Abstieg retten. Lediglich der Rückzug des Elsässer Rivalen SR Colmar führte dazu, dass Straßburg doch noch in der ersten Liga verblieb.
Keller ging 1949 trotz des noch erreichten Klassenverbleibs wieder in die zweite Liga, indem er sich der AS Béziers anschloss. Bei dieser wurde er regelmäßig aufgeboten, trat aber anders als in den Vorjahren nur noch selten als Torschütze in Erscheinung. 1951 beendete er mit 33 Jahren nach 133 Erstligapartien mit 56 eigenen Toren sowie 115 Zweitligaspielen mit 52 Treffern und zusätzlichen inoffiziellen Ligapartien während der Kriegsjahre seine Profilaufbahn.

### Weiteres Wirken als Spielertrainer im Amateurfußball
Direkt im Anschluss an das Ende seiner Profilaufbahn übernahm er 1951 eine Doppelrolle als Spielertrainer beim südfranzösischen Amateurverein AF Rodez. 1953 wechselte er zur in derselben Region beheimateten US Albi, wo er für die Dauer der Saison 1953/54 ebenfalls die Rolle des Spielertrainers innehatte. Von 1956 bis 1957 arbeitete er als Trainer für einen Verein aus Algerien.

## Nationalmannschaft
Nachdem sein Bruder Fritz bereits drei Jahre zuvor im Trikot der französischen Nationalelf debütiert hatte, kam auch Curt Keller am 10. Oktober 1937 bei einem Freundschaftsspiel gegen die Schweiz zu seinem ersten Einsatz für Frankreich. Der 2:1-Erfolg gegen das Nachbarland blieb allerdings sein einziges Länderspiel und er wurde ebenso wie sein Bruder nicht für die in Frankreich stattfindende Weltmeisterschaft 1938 berücksichtigt.